# Guerra eterna: ultimo atto
Guerra eterna: ultimo atto (A Separate War and Other Stories) è una raccolta di racconti di fantascienza di Joe Haldeman, pubblicata per la prima volta nel 2006.

## Edizioni
- Joe Haldeman, Guerra eterna: ultimo atto, collana Urania, n. 1543, Milano, Mondadori, 2009.